# 두만강아 잘 있거라
"두만강아 잘 있거라"는 1962년에 개봉한 대한민국의 영화이다.

## 캐스팅
- 김석훈
- 황해
- 문정숙
- 엄앵란
- 장동휘
- 허장강
- 박노식
- 이대엽
- 김혜정
- 황정순
- 최남현
- 김동원
- 김칠성
- 남춘역
- 이향
- 정애란
- 조항
- 장혁
- 황남
- 남석훈
- 라정옥
- 최성호
- 장훈
- 임운학
- 지용남
- 이예민
- 독고성
- 최성
- 이업동
- 임해림
- 조석근
- 황도석
- 최창호
- 김희철
- 최승이